# بوهمنکیرش
بوهمنکیرش (به آلمانی: Böhmenkirch) یک شهر در آلمان است که در گوپینگن واقع شده‌است. بوهمنکیرش ۵٬۶۰۱ نفر جمعیت دارد.

## خواهرخوانده
شهر بوهایمکیرشن خواهرخواندهٔ بوهمنکیرش هست.